# Chesham Bois
Chesham Bois è un villaggio e parrocchia civile dell'Inghilterra, appartenente alla contea del Buckinghamshire.